# Ullmann-Reaktion
Unter der Ullmann-Reaktion oder Ullmann-Kupplung versteht man die Kupplung eines aromatischen Halogenids mit einem Nukleophil oder einem aromatischen Halogenid mithilfe von Kupferpulver. Sie ist benannt nach Fritz Ullmann (1875–1939).

## Übersichtsreaktion
Bei der Ullmann-Reaktion werden zwei Arylhalogenide – im Beispiel zwei Moleküle Chlorbenzol – miteinander verknüpft:
Durch die Kupplung entsteht Biphenyl.
Allgemein werden Arylhalogenide (Ar–Hal) zu symmetrischen Biarylen (Ar–Ar) gekuppelt. Ausgehend von einem Gemisch von zwei verschiedenen Arylhalogeniden (Ar1–Hal und Ar2–Hal) können sich in einer gekreuzten Ullmann-Reaktion auch unsymmetrische Biaryle des Typs Ar1–Ar2 bilden.

## Darstellung
Die Darstellung von Biarylen (beispielsweise Biphenyl) aus aromatischen Halogeniden mithilfe von Kupferpulver findet bei ca. 200 °C statt.
Weitere Darstellungsmöglichkeiten für Biaryle:

## Verwandte Reaktionen
- Synthese von Diarylaminen durch Umsetzung von Arylhalogeniden mit Anilinen unter Kupferkatalyse (Jourdan-Ullmann-Reaktion)
- Synthese von Diarylether durch Umsetzung von Arylhalogeniden mit Phenolen unter Kupferkatalyse (Ullmann-Diarylethersynthese)